# Родионовка (Башкортостан)
Родионовка (баш. Родионовка) — деревня в Стерлибашевском районе Республики Башкортостан Российской Федерации. Входит в состав Айдаралинского сельсовета.

## География

### Географическое положение
Расстояние до:
- районного центра (Стерлибашево): 14 км,
- центра сельсовета (Айдарали): 5 км,
- ближайшей ж/д станции (Стерлитамак): 76 км.

## Население
| 2002 | 2009 | 2010 |
| ---- | ---- | ---- |
| 28   | ↘19  | ↘16  |

Согласно переписи 2002 года, преобладающая национальность — русские (86 %).